# Ecce Homo (Andrea Mantegna)
El Ecce Homo es un pintura al temple con cola y oro sobre lienzo montado sobre tabla (54 cm x 42 cm) de Andrea Mantegna, de hacia 1500 y conservado en el Museo Jacquemart-André de París.

## Descripción y estilo
El tema del Ecce Homo muestra el momento en que Jesús, después de las humillaciones y la flagelación, es mostrado al pueblo, que decreta su crucifixión. Mantegna afrontó el tema con realismo despiadado, que no ahorra los detalles más crudos y grotescos. Jesús es presentado de medio busto en primer plano y frontal, ocupando casi todo el espacio pictórico, con las manos atadas y superpuestas sobre el pecho lacerado, la soga al cuello sujetada por un verdugo que queda fuera del encuadre, la corona de espinas y los signos evidentes de los azotes. Su mirada es doliente pero serena, rodeado por una aureola de pura luz que deja entrever lo que hay detrás. El contraste entre luces y sombras hace resaltar la figura de Cristo, confiriéndole una vigor escultórico.
A los lados se encuentran cinco acusadores, cuyas intenciones son plasmadas por los papeles escritos arriba (con signos de doblado), que se pueden interpretar casi como un bocadillo de lo que la multitud grita: CRVCIFIGE EVM. TOLLE EVM. CRVCIFIGE CRVC. ("crucifícalo, préndelo y crucifícalo"), repetido con análogas palabras también en el de la derecha. Si los rostros en segundo plano apenas se aprecian difuminados en la sombra, los dos a los lados de Cristo son presentados con agudo realismo, que recuerda algunas obras flamencas, y que hacen resaltar, por contraste, la expresión de dolorosa resignación de Cristo. El hombre y la mujer a los lados de Jesús están representados de tres cuartos en posición simétrica mientras ambos clavan los dedos en el cuerpo blanco y sufriente de Cristo. A la izquierda se encuentra un judío, con una hoja a modo de sombrero donde están escritas sus palabras en pseudohebreo, cuya elegante y nítida grafía contrasta con la maliciosa expresión del rostro rugoso; a la derecha, con un extravagante turbante amarillo, se encuentra una anciana con una mueca de desprecio que deja al descubierto su boca desdentada. Su figura también se encuentra en un dibujo conservado en el Museum Boymans-van Beuningen de Róterdam.
Quizás la escena esté relacionada con la estancia de Leonardo da Vinci en Mantua (1499-1500), por el paralelismo con las investigaciones del maestro florentino sobre la interpretación fisonómica de rostros distorsionados por la fealdad y los malos sentimientos.
El estado de conservación de la obra es excepcional, sin el menor repinte posterior, lo que permite valorar plenamente la meticulosa diligencia del artista, la opacidad de los colores, la nitidez del dibujo.